# Sharp Nine Records
Sharp Nine Records is een Amerikaans jazzplatenlabel, dat vooral bebop en hardbop uitbrengt.
Het label werd in juni 1995 opgericht  door Marc Edelman. De eerste release was een plaat van Brian Lynch, daarna volgden albums van onder meer David Hazeltine, Ray Appleton, One For All, Dena DeRose, Grant Stewart, Anthony Wensey, Jim Rotondi, Ian Hendrickson-Smith, Planet Jazz, Dmitry Baevsky, Tardo Hammer en Giacomo Gates.